# Arapaho National Recreation Area
L'Arapaho National Recreation Area est une zone récréative américaine classée National Recreation Area, dans le Colorado. Créée en 1978, elle protège 124 km2 dans le comté de Grand. Cinq des six Grands Lacs du Colorado sont situés au sein de l'aire protégée.